# Chalcidoptera nigricans
Chalcidoptera nigricans là một loài bướm đêm trong họ Crambidae.